# Aeroportul Minchumina
Aeroportul Minchumina (IATA: LMA, ICAO: PAMH, FAA LID: MHM) este un aeroport din Alaska, Statele Unite ale Americii ce deservește zona Lake Minchumina⁠(d). Aeroportul a fost tranzitat în 2019 de 334 de pasageri.
Situat la o altitudine de 208 m, aeroportul dispune de 1 pistă. Este operat de Alaska Department of Transportation & Public Facilities⁠(d).

## Infrastructură

### Piste
Aeroportul dispune de o singură pistă. Pista 03/21 are suprafața de pietriș și dimensiunile 4.184 picioare × 100 picioare. 